# Chang Eun-kyung
Chang Eun-Kyung (né le 26 mai 1951 et mort le 3 décembre 1979) est un judoka sud-coréen. Il participe aux Jeux olympiques d'été de 1976 dans la catégorie des poids légers et remporte la médaille d'argent.

## Palmarès

### Jeux olympiques
- Jeux olympiques de 1976 à Montréal,  Canada
  -  Médaille d'argent.